# Sistotrema hispanicum
Sistotrema hispanicum é uma espécie de fungo pertence à família Hydnaceae.